# NGC 89
NGC 89 (również PGC 1374) – galaktyka spiralna z poprzeczką (SB0-a), znajdująca się w gwiazdozbiorze Feniksa. Została odkryta 30 września 1834 roku przez Johna Herschela. Galaktyka ta należy do zwartej grupy nazywanej Kwartetem Roberta.